# 代田文誌
代田 文誌（しろた ぶんし、1900年9月26日 - 1974年）は、鍼灸師。長野県鍼灸師会初代会長。息子は医師の代田文彦。
長野県豊丘村に生まれ、澤田健に弟子入りし、1944年に長野市で開業。1951年5月30日から1965年4月20日まで長野県鍼灸師会初代会長を歴任。太極療法（澤田流）を正式に継承し、数多くの著作物を世に送り出してきた。鍼灸の中でも科学派に属し、1960年に石川太刀雄主宰で内臓体壁反射学説を学ぶ日本針灸皮電研究会（現日本臨床鍼灸懇話会）において、塩沢幸吉、木下晴都、倉島宗二、米山博久、三木健次、森秀太郎、清水千里らとともに学んだ。

## 著書
- 求むる心（1935）
- 閃光記（1939）
- 鍼灸治療基礎学（1940）
- 閃光記（1940）
- 十四経図解鍼灸読本（1940）
- 鍼灸真髄（1941）
- 療病神髄（1942）
- 灸療雑話（正・続）（1942・43）
- 鍼灸治療臨床学（1・2・3・4）（1943）
- 鍼灸治療の理論と実際（1946）
- 簡易灸法（1946）
- 鍼灸治療の新理論と其の応用（1950）
- 頸動脈洞刺鍼の学理と実際（1950）
- 洞刺の手引（1956）
- よく効く灸とはりの療法（1965）
- 鍼灸治療の実際（上下）（1966）
- 鍼灸臨床ノート（1・2・3・4）（1972）
- 鍼灸臨床録（1973）
- 歌集 火の山（1975）
- 和訳寒山詩（1977）
- 歌集 武蔵野（1982）